# Dragon Ball Z: Budokai
Dragon Ball Z: Budokai, pubblicato come Dragon Ball Z (ドラゴンボールZ?, Doragon Bōru Zetto) in Giappone, è un videogioco picchiaduro della serie Budokai, sviluppato da Dimps e pubblicato da Bandai (in Giappone ed Europa) e Infogrames (in America), per PlayStation 2 e, circa un anno dopo, uscì anche una versione per Nintendo GameCube. Il 12 ottobre 2012 è uscita la raccolta Dragon Ball Z: Budokai HD Collection, che include il primo Budokai e Budokai 3 in versione HD.
Il videogioco segue i primi tre archi narrativi di Dragon Ball Z, e ottenne un buon successo tra i fan e i critici.

## Modalità di gioco
Dragon Ball Z: Budokai è il secondo videogioco picchiaduro completamente tridimensionale di Dragon Ball, dopo Dragon Ball: Final Bout. Una volta selezionato un personaggio fra quelli sbloccati, si sceglie un'arena e comincia il combattimento. I due personaggi possiedono tre barre d'energia e sette barre d'aura, e possiedono attacchi ravvicinati, costituiti da calci, pugni e prese,  attacchi a distanza, costituiti da attacchi speciali ("Kamehameha", "Cannone Galick", "Raggio letale").
Quasi tutti i personaggi possiedono un attacco supremo ("Sfera Genkidama", "Attacco Big Bang", "Sfera letale") che distrugge l'arena cui si combatte trasformandola in una landa desolata con un gigantesco cratere come ring. Oltretutto, quasi tutti i personaggi si possono trasformare durante il combattimento, aumentando potenza e agilità, diminuendo però, come tutti gli attacchi a distanza e gli attacchi speciali, le barre d'aura.

### Storia
La modalità Storia è una modalità per giocatore singolo che presenta i primi tre archi narrativi di Dragon Ball Z come tabelle contenenti l'elenco numerato degli episodi più importanti, completi di filmati iniziali e finali fedeli all'anime: il tutto è posizionato su uno sfondo blu, con il titolo dell'arco narrativo, l'elenco degli episodi e un'immagine dell'episodio evidenziato.
Un episodio è posizionato in un elenco numerato contenuto in una tabella, ed è formato da un filmato iniziale, un combattimento giocabile e un filmato finale: se si vince l'incontro si acquisisce un'abilità, in caso contrario il proprio personaggio muore.
Un episodio completato ne sblocca uno successivo, e completati tutti gli episodi di un arco si può accedere a episodi speciali.

### Duello
"Duello" è una modalità per giocatore singolo e multigiocatore, che presenta una lista dei personaggi e delle arene sbloccate: il tutto è posizionato su uno sfondo giallo, con la lista dei personaggi e un'immagine del personaggio evidenziato (stesso schema per le arene).
I personaggi sono posizionati in una prima lista, e si sbloccano vincendo incontri nella modalità Storia e Incontro mondiale.
Le arene sono posizionate in una seconda lista, e si sbloccano vincendo incontri nella modalità Storia.
- 1P VS COM
- 1P VS 2P
- COM VS 2P
- COM VS COM

### Incontro mondiale
"Incontro mondiale" è una modalità per giocatore singolo, che presenta una lista dei personaggi sbloccati e i gironi: il tutto è posizionato su uno sfondo giallo, con la lista dei personaggi, un'immagine del personaggio evidenziato e un girone con tutti i partecipanti.
I gironi sono posizionati come quelli reali, e mostrano i risultati di ogni battaglia disputata nel ring del Torneo Tenkaichi.
- Principiante (tre battaglie) = 10.000 Zenie
- Esperto (quattro battaglie) = 30.000 Zenie
- Avanzato (cinque battaglie) = 50.000 Zenie

### Allenamento
"Allenamento" è una modalità per giocatore singolo e multigiocatore, che presenta una lista dei personaggi e delle arene sbloccate: il tutto posizionato su uno sfondo giallo, con la lista dei personaggi e un'immagine del personaggio evidenziato (stesso schema per le arene).

### Modifica abilità
"Modifica abilità" è una modalità per giocatore singolo, che presenta una lista delle abilità acquisite/acquistate, una lista di abilità acquistabili e una guida alle abilità: il tutto è posizionato su uno sfondo blu.
Le abilità sono posizionate in una lista contenente personaggi, arene, modalità e Sfere del Drago, e si acquisiscono vincendo un incontro nella modalità Storia o comprandole nella modalità Modifica abilità con il denaro guadagnato nella modalità Torneo mondiale.

### Opzioni
"Opzioni" è una modalità per giocatore singolo, che permette di modificare parametri quali difficoltà e limite di tempo, comandi, luminosità e posizione dell'interfaccia, effetti sonori e musica.

### La leggenda di Mr. Satan
"La leggenda di Mr. Satan" è una modalità per giocatore singolo, che presenta tre livelli di difficoltà posizionati su uno sfondo blu, con un'immagine di Mr. Satan.

La modalità è formata da un filmato iniziale, una serie di combattimenti consecutivi con Mr. Satan contro tutti i partecipanti del Gioco di Cell e un filmato finale.

## Personaggi giocabili
- Goku
- Gohan bambino
- Gohan ragazzo
- Gt. Saiyaman
- Vegeta
- Trunks
- Piccolo
- Crilin
- Yamcha
- Tenshinhan
- Mr. Satan
- Radditz
- Nappa
- Dodoria
- Zarbon
- Recoome
- Ginyu
- Frieza
- N° 19
- N° 18
- N° 17
- N° 16
- Cell

## Doppiaggio
| Personaggio            | Doppiatore giapponese | Doppiatore americano |
| ---------------------- | --------------------- | -------------------- |
| Goku                   | Masako Nozawa         | Sean Schemmel        |
| Gohan (bambino)        | Masako Nozawa         | Stephanie Nadolny    |
| Gohan (ragazzo)        | Masako Nozawa         | Stephanie Nadolny    |
| Great Saiyaman         | Masako Nozawa         | Kyle Hebert          |
| Crilin                 | Mayumi Tanaka         | Don (Sonny) Strait   |
| Yajirobei              | Mayumi Tanaka         | Michael McFarland    |
| Yamcha                 | Toru Furuya           | Christopher R. Sabat |
| Saibaiman              | Toru Furuya           | John Burgmeier       |
| Tenshinhan             | Hirotaka Suzuoki      | John Burgmeier       |
| Presentatore           | Hirotaka Suzuoki      | Eric Vale            |
| Cell Jr.               | Hirotaka Suzuoki      | Justin Cook          |
| Bulma                  | Hiromi Tsuru          | Tiffany Vollmer      |
| Piccolo                | Toshio Furukawa       | Christopher Sabat    |
| Radditz                | Shigeru Chiba         | Justin Cook          |
| Nappa                  | Syozo Izuka           | Phil Parsons         |
| Cui                    | Koji Totani           | Bill Townsley        |
| Dodoria                | Kenji Utsumi          | Chris Forbis         |
| Zarbon                 | Sho Hayami            | Christopher Sabat    |
| Guldo                  | Kozo Shioya           | Bill Townsley        |
| Recoome                | Kenji Utsumi          | Christopher Sabat    |
| Shenron                | Kenji Utsumi          | Christopher Sabat    |
| Burter                 | Yukimasa Kishino      | Christopher Sabat    |
| Jeeth                  | Kazumi Tanaka         | Christopher Sabat    |
| Capitano Ginyu         | Hideyuki Hori         | Brice Armstrong      |
| Frieza                 | Ryusei Nakao          | Linda Young          |
| Polunga                | Junpei Takiguchi      | Christopher Sabat    |
| Vegeta                 | Ryo Horikawa          | Christopher Sabat    |
| Trunks                 | Takeshi Kusao         | Eric Vale            |
| Androide Nº 16         | Hikaru Midorikawa     | Jeremy Inman         |
| Androide Nº 17         | Shigeru Nakahara      | Chuck Huber          |
| Androide Nº 18         | Miki Ito              | Meredith Thompson    |
| Androide Nº 19         | Yukitoshi Hori        | Phillip Wilburn      |
| Dr. Gero               | Koji Yada             | Kent Williams        |
| Cell                   | Norio Wakamoto        | Dameon Clarke        |
| Mr. Satan              | Daisuke Gori          | Chris Rager          |
| Presentatore Mr. Satan | Yukimasa Kishino      | James Fields         |
| Narratore              | Jyoji Yanami          | Kyle Hebert          |
| Re Kaioh               | Jyoji Yanami          | Sean Schemmel        |
| Jiaozi                 | Hiroko Emori          | Monika Antonelli     |
| Chichi                 | Mayumi Sho            | Cynthia Cranz        |
| Pual                   | Naoko Watanabe        | Monika Antonelli     |
| Olong                  | Naoki Tatsuta         | Brad Jackson         |
| Karin                  | Naoki Tatsuta         | Christopher Sabat    |
| Maestro Muten          | Hiroshi Masuoka       | Michael McFarland    |
| Mr. Popo               | Toku Nishio           | Christopher Sabat    |
| Dio                    | Takeshi Aono          | Christopher Sabat    |
| Voce sistema           | -                     | Lane Pianta          |

## Accoglienza
| Testata                         | Versione | Giudizio |
| ------------------------------- | -------- | -------- |
| Metacritic (media al 30-1-2020) | GC       | 65/100   |
| Metacritic (media al 30-1-2020) | PS2      | 67/100   |
| EGM                             | PS2      | 7,5/10   |
| Game Informer                   | GC       | 7,25/10  |
| Game Informer                   | PS2      | 7.25/10  |
| GamePro                         | GC       | 3,5      |
| GamePro                         | PS2      | 3,5      |
| GameSpot                        | GC       | 6,9/10   |
| GameSpot                        | PS2      | 6,9/10   |
| GameSpy                         | GC       | 3/5      |
| GameSpy                         | PS2      | 2/5      |
| GameZone                        | GC       | 6/10     |
| GameZone                        | PS2      | 7,2/10   |
| IGN                             | GC       | 6,4/10   |
| IGN                             | PS2      | 6,2/10   |
| Nintendo Power                  | GC       | 3/5      |
| OPM (US)                        | PS2      | 3,5/5    |
| X-Play                          | GC       | 2/5      |
| X-Play                          | PS2      | 2/5      |
| Entertainment Weekly            | PS2      | C        |

Il gioco ha ricevuto un'accoglienza altalenante su entrambe le piattaforme stando alle recensioni aggregate sul sito web Metacritic. Entertainment Weekly ha dato alla versione PlayStation 2 un voto, e dichiarato che i personaggi, "anche se manchino di dettagli artistici, urlano, si muovono e parlano quasi esattamente come le loro controparti televisive."

## Budokai HD Collection
Il 2 novembre 2012, la Bandai Namco ha pubblicato una versione rimasterizzata in HD del primo Budokai e Budokai 3. Questa versione del gioco è uscita esclusivamente per PlayStation 3 e Xbox 360 adattandolo perfettamente alle funzionalità delle console come il completamento di obiettivo e sbloccaggio di trofei.

### Differenze con l'originale
- Le canzoni originali vengono sostituite da quelle presenti in molti giochi della serie Budokai Tenkaichi.
- Personaggi e immagini completamente in HD.